# Khúc côn cầu trên cỏ tại Đại hội Thể thao châu Á 2018 – Đội tuyển Nữ
Mười đội tuyển quốc gia sẽ thi đấu ở nội dung khúc côn cầu trên cỏ nữ tại Đại hội Thể thao châu Á 2018 ở Indonesia. Mỗi đội bao gồm tối đa mười tám vận động viên.

## Bảng A

### Trung Quốc
Sau đây là đội hình của đội tuyển Trung Quốc tham dự nội dung khúc côn cầu trên cỏ - giải đấu nữ của Đại hội Thể thao châu Á 2018.
Huấn luyện viên trưởng:  Jamilon Mülders
1. Gu Bingfeng
2. Song Xiaoming
3. Li Jiaqi
4. Cui Qiuxia (C)
5. Zhou Yu
6. Peng Yang
7. Liang Meiyu
8. Li Hong
9. Zhang Jinrong
10. Ou Zixia
11. Zhang Xiaoxue
12. He Jiangxin
13. Chen Yi (GK)
14. De Jiaojiao
15. Xi Xiayun
16. Chen Yi
17. Dan Wen
18. Ye Jiao (GK)

### Nhật Bản
Sau đây là đội hình của đội tuyển Nhật Bản tham dự nội dung khúc côn cầu trên cỏ - giải đấu nữ của Đại hội Thể thao châu Á 2018.
Huấn luyện viên trưởng:  Anthony Farry
1. Megumi Kageyama (GK)
2. Natsuki Naito
3. Akiko Ota
4. Emi Nishikori
5. Shihori Oikawa
6. Kimika Hoshi
7. Mayumi Ono
8. Yukari Mano
9. Akiko Kato
10. Hazuki Nagai
11. Minami Shimizu
12. Yuri Nagai
13. Aki Yamada
14. Maho Segawa
15. Yui Ishibashi
16. Mami Karino
17. Motomi Kawamura (C)
18. Akio Tanaka (GK)

### Malaysia
Sau đây là đội hình của đội tuyển Malaysia tham dự nội dung khúc côn cầu trên cỏ - giải đấu nữ của Đại hội Thể thao châu Á 2018.
Huấn luyện viên trưởng:  Dharma Raj Abdullah
1. Farah Yahya (GK)
2. Nuraini Rashid
3. Nuraslinda Said
4. Hasliza Ali
5. Norsharina Shabuddin
6. Siti Ruhani (C)
7. Juliani Din
8. Norazlin Sumantri
9. Hanis Onn
10. Surizan Awang
11. Zafirah Aziz
12. Syafiqah Zain
13. Huzaimah Aziz (GK)
14. Fazilla Sylvester
15. Norfaiezah Saiuti
16. Fatin Sukri
17. Nuramirah Zulkifli
18. Kirandeep Kaur

### Hồng Kông
Sau đây là đội hình của đội tuyển Hồng Kông tham dự nội dung khúc côn cầu trên cỏ - giải đấu nữ của Đại hội Thể thao châu Á 2018.
Huấn luyện viên trưởng:  Arif Ali
1. Yip Ting Wai (GK)
2. Chan Yi Man
3. Tiffany Chan
4. Katherine Mountain
5. Evelyn Cheung
6. Wong Wai Ki
7. Chan Chi
8. Melvina Cheng
9. Weeraya Ho
10. Chan Ching Nam
11. Chuen Sze Sze
12. Ngan Yuet
13. Patricia Chiu
14. Lau Pui Sze
15. Lo I Ka (C)
16. Hong Ka Man (GK)
17. Melissa Law Ka Mun
18. Olivia Chiu

### Đài Bắc Trung Hoa
Sau đây là đội hình của đội tuyển Đài Bắc Trung Hoa tham dự nội dung khúc côn cầu trên cỏ - giải đấu nữ của Đại hội Thể thao châu Á 2018.
Huấn luyện viên trưởng:  Su Chih-hua
1. Chang Chia-yi (GK)
2. Yang Chun-hui
3. Chen Tsai-yu
4. Liu Li-yen
5. Chen Ying-li
6. Yang Chia-yu
7. Tseng Wan-ju (C)
8. Su Chieh-yu
9. Shih Shu-hsin
10. Wang Shih-hsin
11. Lin Ting-yun
12. Lin Chia-jung (GK)
13. Cheng I-lun
14. Liao Pei-shan
15. Liu Kuan-yu

## Pool B

### Hàn Quốc
Sau đây là đội hình của đội tuyển Hàn Quốc tham dự nội dung khúc côn cầu trên cỏ - giải đấu nữ của Đại hội Thể thao châu Á 2018.
Huấn luyện viên trưởng:  Huh Sang-young
1. Jang Soo-ji (GK)
2. Choi Su-ji
3. Kim Young-ran (C)
4. Lee Yu-rim
5. An Hyo-ju
6. Park Mi-hyun
7. Park Seung-a
8. Lee Young-sil
9. Cho Eun-ji
10. Cho Yun-kyoung
11. Cheon Seul-ki
12. Kim Ok-ju
13. Kim Bo-mi
14. Cho Hye-jin
15. Shin Hye-jeong
16. Jang Hee-sun
17. Lee Yu-ri
18. Hwang Hyeon-a (GK)

### Ấn Độ
Sau đây là đội hình của đội tuyển Ấn Độ tham dự nội dung khúc côn cầu trên cỏ - giải đấu nữ của Đại hội Thể thao châu Á 2018.
Huấn luyện viên trưởng:  Sjoerd Marijne
1. Navjot Kaur
2. Gurjit Kaur
3. Deep Grace Ekka
4. Monika Malik
5. Reena Khokhar
6. Nikki Pradhan
7. Savita Punia (GK)
8. Rajani Etimarpu (GK)
9. Vandana Katariya
10. Deepika Thakur
11. Udita
12. Namita Toppo
13. Lalremsiami
14. Navneet Kaur
15. Sunita Lakra
16. Rani Rampal (C)
17. Lilima Minz
18. Neha Goyal

### Thái Lan
Sau đây là đội hình của đội tuyển Thái Lan tham dự nội dung khúc côn cầu trên cỏ - giải đấu nữ của Đại hội Thể thao châu Á 2018.
Huấn luyện viên trưởng:  Bae Young-wook
1. Alisa Narueangram (GK)
2. Pornsuree Toemsombatbowon
3. Suwapat Konthong
4. Kanyanat Nakpolkrung
5. Sirikwan Wongkeaw
6. Onuma Doungsuda
7. Tikhamporn Sakunpithak
8. Jenjira Inpa
9. Khwanchanok Suksin
10. Thanaporn Tongkham
11. Natthakarn Aunjai
12. Nasha Jutawijittam
13. Supansa Samanso (C)
14. Manassaree Prasanpim
15. Mutmee Maneepura
16. Anongnat Piresram
17. Kornkanok Sanpoung
18. Siraya Yimkrajang (GK)

### Kazakhstan
Sau đây là đội hình của đội tuyển Kazakhstan tham dự nội dung khúc côn cầu trên cỏ - giải đấu nữ của Đại hội Thể thao châu Á 2018.
Huấn luyện viên trưởng:  Nurzhan Beibitov
1. Guzal Bakhavaddin(GK)
2. Assel Mukasheva
3. Dilnaz Khairusheva
4. Natalya Sazontova
5. Alina Bissirova
6. Nagima Koishybek
7. Viktoriya Lyapina
8. Sabina Nursilanova
9. Karina Kassumova
10. Vera Domashneva
11. Elvira Utigenova
12. Malida Srazhaddinova
13. Alissa Chepkassova
14. Irina Dobrioglo
15. Natalya Gataulina (C)
16. Alexandra Lipunova
17. Symbat Sabazova

### Indonesia
Sau đây là đội hình của đội tuyển Indonesia tham dự nội dung khúc côn cầu trên cỏ - giải đấu nữ của Đại hội Thể thao châu Á 2018.
Huấn luyện viên trưởng:  Lim Chiow Chuan
1. Selly Florentina (GK)
2. Irianti Ratnaningsih
3. Tiffani Makharti
4. Lispa
5. Yuanita Suwito
6. Masriana
7. Nur Anisa
8. Ira Juarsyi
9. Rwede Sawor
10. Diana Nazar
11. Melinda
12. Sismiya Kadarisma
13. Annur El-Islamy
14. Aulia Arindah
15. Feriana (C)
16. Olevia Kbarek
17. Rayhan Uno
18. Sarah Amaniah (GK)